# Escut de Biosca
L'escut oficial de Biosca té el següent blasonament:
Escut caironat: d'or, un gos contornat de sable acompanyat al cap d'una estrella de gules. Per timbre una corona mural de poble.

## Història
Va ser aprovat el 13 d'abril de 1994 i publicat al DOGC el 25 d'abril del mateix any dins el número 1.888.
El gos, o ca, és un element parlant i remet a la part final del nom del poble. L'estrella és un senyal tradicional de l'escut del municipi.